# Carl Emil Krarup
Carl Emil Krarup (født 12. oktober 1872, død 29. december 1909) var en dansk ingeniør.

## Liv og gerning
Krarup blev student i 1890, cand.polyt. i 1896, teknisk aspirant ved telegrafvæsenet i 1898, telegrafingeniør i 1902 og endelig chef for Telegrafdirektoratets tekniske afdeling i 1906.
Krarup havde under sin virksomhed i telegrafvæsenet indlagt sig fortjeneste særlig ved opfindelse af en forbedret type for telefonkabler, i hvilke kabellederne er beviklede med en fint spundet jerntråd, hvorved opnås en betydelig forøgelse af talens intensitet i forhold til tidligere. Systemet har vundet megen anerkendelse og betydelig udbredelse såvel i Danmark som i udlandet.